# Oenomaus ortygnus
Oenomaus ortygnus är en fjärilsart som beskrevs av Pieter Cramer 1782. Oenomaus ortygnus ingår i släktet Oenomaus och familjen juvelvingar. Inga underarter finns listade i Catalogue of Life.

## Bildgalleri

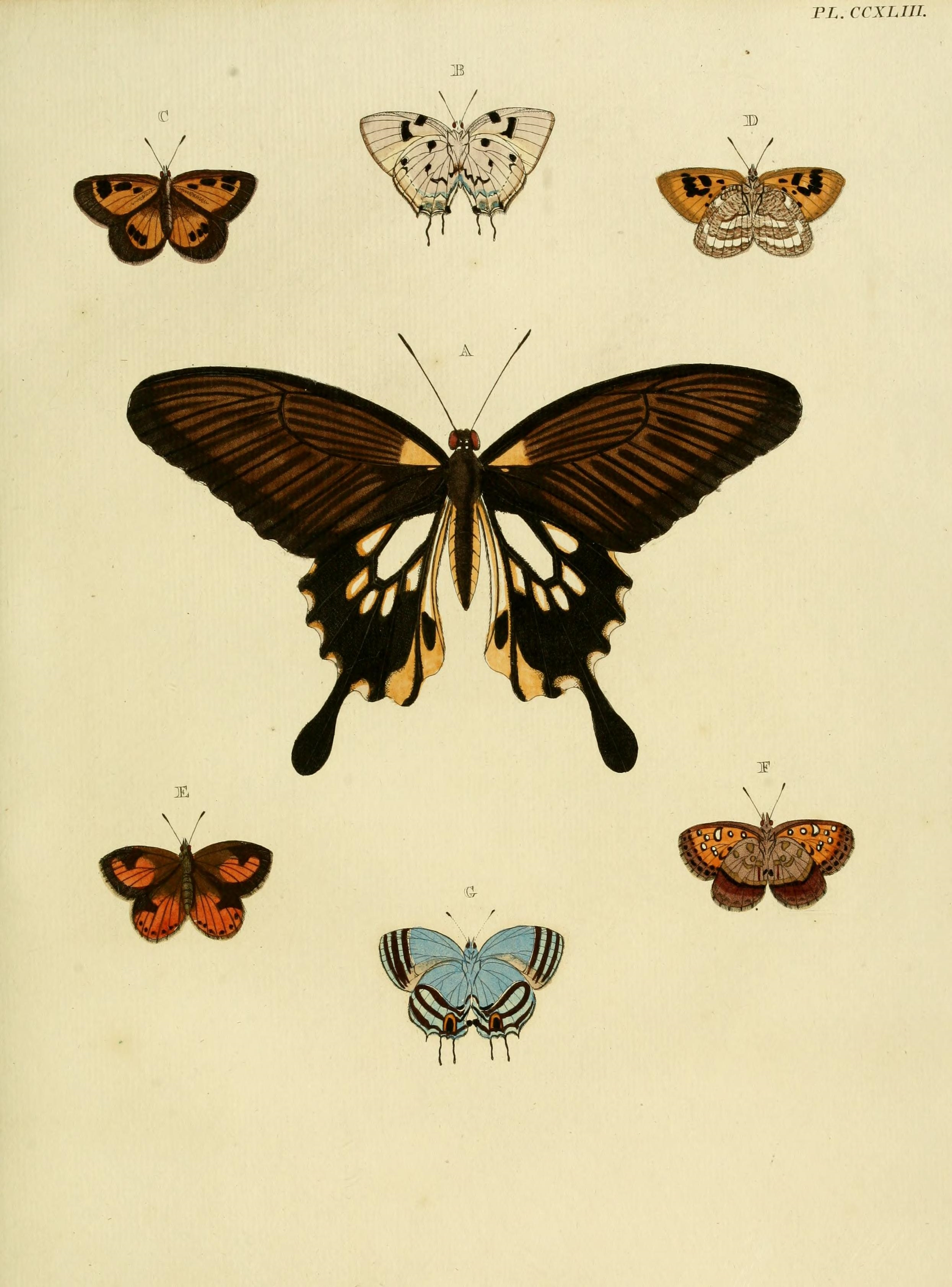